# Загорье (Татарстан)
 Загорье — поселок в Азнакаевском районе Татарстана. Входит в состав Вахитовского сельского поселения.

## География
Находится в юго-восточной части Татарстана на расстоянии приблизительно 17 км на восток по прямой (28,5 км по автодорогам) от районного центра города Азнакаево и в 2 км по автодорогам к северо-западу от центра поселения, посёлка Победа.

## История
Основан в 1940-х годах как посёлок 1-го отделения совхоза им. Вахитова (или посёлок Кирпичный) на месте дореволюционного хутора Дукшина. Посёлок был в составе Верхне-Стярлинского сельсовета Тумутукского района Татарской АССР. В то время в населении преобладали русские и татары. С 16 июля 1958 года в Ютазинском районе, с 1959 года — в Вахитовском сельсовете.
С 28 сентября 1962 года — нынешнее название. С 1 февраля 1963 года по 12 января 1965 года — в Бугульминском сельском районе, затем — в Азнакаевском районе.

## Население
По переписи 2021 года в посёлке проживало 63 человека, все татары. При этом 60 человек использовали татарский и 59 — русский языки.
По состоянию на начало 2012 года в посёлке было зарегистрировано 89 человек, из них 10 детей, 49 человек трудоспособного и 30 старше трудоспособного возраста. Площадь жилого фонда составляла 2,30 тыс. м².
| 1958 | 1970 | 1979 | 1989 | 2002 | 2010 | 2021 |
| ---- | ---- | ---- | ---- | ---- | ---- | ---- |
| 216  | 173  | 131  | 82   | 80   | 84   | 63   |

По переписи 2010 года в посёлке проживало 84 человека (46 мужчин, 38 женщин).
В 2002 году — 80 человек (33 мужчины, 47 женщин), татары (91 %).
По переписи 1989 года также преобладали татары.

## Инфраструктура
Жители работают преимущественно в ООО «Победа», занимаются сельским хозяйством. В конце 2010-х годов была снесена ферма КРС, частично снесён зерноток. Объекты социального обслуживания отсутствуют. Есть мусульманское кладбище (1,0 га, заполнено на 60 %).